# Stalingrad (film, 1943)
Pour les articles homonymes, voir Stalingrad (homonymie).
Pour plus de détails, voir Fiche technique et Distribution.
Stalingrad (russe : Сталинград) est un film documentaire soviétique réalisé en 1943 par Leonid Varlamov. Il a été tourné au cœur des combats durant la bataille de Stalingrad, qui s'est déroulée du 11 juillet 1942 au 2 février 1943,.

## Synopsis
Varlamov a commencé à filmer le film en 1942, appliquant les mêmes méthodes qu'il avait utilisées l'année précédente pour documenter la bataille de Moscou dans le documentaire primé La Défaite des armées allemandes devant Moscou. Plusieurs équipes de cinéastes furent envoyées au front et eurent pour tâche d'enregistrer chaque jour de nouveaux détails. Ainsi, peu de temps après la fin de la bataille au début de 1943, Varlamov a reçu du matériel avec lequel il a pu montrer la bataille du début à la fin, y compris des scènes de la reddition du maréchal allemand Friedrich Paulus.

## Fiche technique
- Titre français : Stalingrad[1],[2]
- Titre original : Сталинград
- Réalisation : Leonid Varlamov
- Scénario : Leonid Varlamov, Alexandre Kouznetsov
- Photographie : Alexandre Kouznetsov
- Musique : Boris Mokroussov
- Production : Studio central des films documentaires
- Genre : film de guerre
- Pays de production :  Union soviétique
- Format : noir et blanc
- Durée : 75 minutes
- Langue : russe
- Date de sortie :
  - Union soviétique : 1943
  - France : 13 décembre 1944

## Distribution
- Vassili Grossman : narrateur

## Accueil critique
Selon divers critiques comme Alexis Nikolaïevitch Tolstoï, Stalingrad se distingue des films similaires par son authenticité inhabituelle, c'est-à-dire des scènes de batailles de rue qui enregistrent parfois des activités de combat à quelques dizaines de mètres des positions allemandes. Une fois terminé, Staline en envoya personnellement une copie au Premier ministre britannique Winston Churchill, après quoi il reçut en réponse un remerciement écrit.
« Вчера вечером я видел фильм «Сталинград». Он прямо-таки грандиозен и произведёт самое волнующее впечатление на наш народ. »
— Winston Churchill

« J'ai vu le film Stalingrad hier soir. Il est tout à fait grandiose et fera l'impression la plus émouvante sur notre peuple. »
Stalingrad a ensuite souvent été utilisé comme matériau pour des documentaires et des séries télévisées sur la Seconde Guerre mondiale. Selon l'observation de l'historien du cinéma Georges Sadoul, le film a été composé selon un programme clair qui explique « la trame de l'offensive hitlérienne et la réponse écrasante des troupes soviétiques » :
« Кадры показывали город, готовящийся к битве, в течение десяти дней пылающий под непрерывными бомбежками, а затем дающий врагу отпор на своих улицах, превращённых в руины. Рабочие завода «Красный Октябрь» плечом к плечу сражались против эсэсовцев в цехах своего завода. Красный Флот обеспечивал снабжение через Волгу, покрытую плавающими льдинами. Солдаты вели бои в развалинах за каждую лестничную площадку, каждую кухню. Затем клещи окружения соединяются: две армии бегут по снегу, одна навстречу другой, бойцы обнимают друг друга. В конце фильма зритель видел жалкий кортеж «сеятелей разрухи», взятых в плен. »
— Georges Sadoul

« Le film montre la ville se préparant au combat, brûlant sous les bombardements continus pendant dix jours, puis ripostant dans ses rues transformées en ruines. Les ouvriers de l'usine « Octobre rouge » se battent au coude à coude contre les SS dans les ateliers de leur usine. La flotte rouge assure le ravitaillement par la Volga, couverte de glaces flottantes. Les soldats se battent dans les ruines pour chaque débarcadère, chaque cuisine. Puis les tenailles de l'encerclement se rejoignent : deux armées courent dans la neige, l'une vers l'autre, les soldats s'embrassent. A la fin du film, le spectateur voit le cortège pathétique des « semeurs de destruction » faits prisonniers. »